# Gary Medel
Gary Alexis Medel (Santiago, 3 augustus 1987) is een Chileens voetballer die doorgaans als verdediger speelt. Hij tekende in augustus 2019 een contract tot medio 2022 bij Bologna FC, dat hem overnam van Beşiktaş JK. Medel debuteerde in 2007 in het Chileens voetbalelftal. Hij werd in 2008 uitgeroepen tot Chileens voetballer van het jaar.

## Interlandcarrière
Medel maakte deel uit van de Chileense jeugdploeg die in 2007 als derde eindigde bij het wereldkampioenschap voetbal onder 20 in Canada. Hij debuteerde in het Chileens voetbalelftal op 18 april 2007 in een wedstrijd tegen Argentinië (0–0) in het Estadio Malvinas Argentinas. Hij nam met zijn vaderland deel aan het wereldkampioenschap voetbal 2010 in Zuid-Afrika en de Copa América 2011 in Argentinië. Medel werd eveneens opgenomen in de selectie van bondscoach Jorge Sampaoli voor het wereldkampioenschap voetbal 2014 in Brazilië. Hij speelde alle groepsduels mee. Medel was ook basisspeler op zowel de Copa América 2015 als de Copa América Centenario, die Chili allebei won.
| Interlanddoelpunten | Interlanddoelpunten | Interlanddoelpunten                        | Interlanddoelpunten | Interlanddoelpunten | Interlanddoelpunten | Interlanddoelpunten | Interlanddoelpunten |
| #                   | Datum               | Locatie                                    | Wedstrijd           | Goal(s)             | Score               | Uitslag             | Wedstrijd           |
| ------------------- | ------------------- | ------------------------------------------ | ------------------- | ------------------- | ------------------- | ------------------- | ------------------- |
| 1                   | 15 juni 2008        | La Paz                                     | Bolivia – Chili     | 28'                 | 0 – 1               | 0 – 2               | WK-kwalificatie     |
| 2                   | 15 juni 2008        | La Paz                                     | Bolivia – Chili     | 76'                 | 0 – 2               | 0 – 2               | WK-kwalificatie     |
| 3                   | 29 mei 2009         | Chiba                                      | Chili – België      | 23'                 | 1 – 1               | 1 – 1               | Kirin Cup           |
| 4                   | 11 oktober 2011     | Santiago                                   | Chili – Peru        | 48'                 | 3 – 0               | 4 – 2               | WK-kwalificatie     |
| 5                   | 15 oktober 2013     | Santiago                                   | Chili – Ecuador     | 38'                 | 2 – 0               | 2 – 1               | WK-kwalificatie     |
| 6                   | 10 oktober 2014     | Valparaíso                                 | Chili – Peru        | 34'                 | 2 – 0               | 3 – 0               | Vriendschappelijk   |
| 7                   | 19 juni 2015        | Estadio Nacional de Chile, Santiago, Chili | Chili – Bolivia     | 79'                 | 4 – 0               | 5 – 0               | Copa América 2015   |

## Erelijst
| Competitie         | Winnaar | Winnaar    | Runner-up | Runner-up | Derde  | Derde |
| Competitie         | Aantal  | Jaren      | Aantal    | Jaren     | Aantal | Jaren |
| Chili              | Chili   | Chili      | Chili     | Chili     | Chili  | Chili |
| ------------------ | ------- | ---------- | --------- | --------- | ------ | ----- |
| Copa América       | 2×      | 2015, 2016 |           |           |        |       |
| Confederations Cup |         |            | 1x        | 2017      |        |       |